# Monumenti di Padova
Leggi la voce
Padova è una città che presenta una grande quantità di opere e monumenti importanti dal punto di vista storico-artistico, che evidenziano in modo chiaro i vari momenti storici vissuti della città.

## Luoghi di culto

### Basiliche, abbazie e santuari

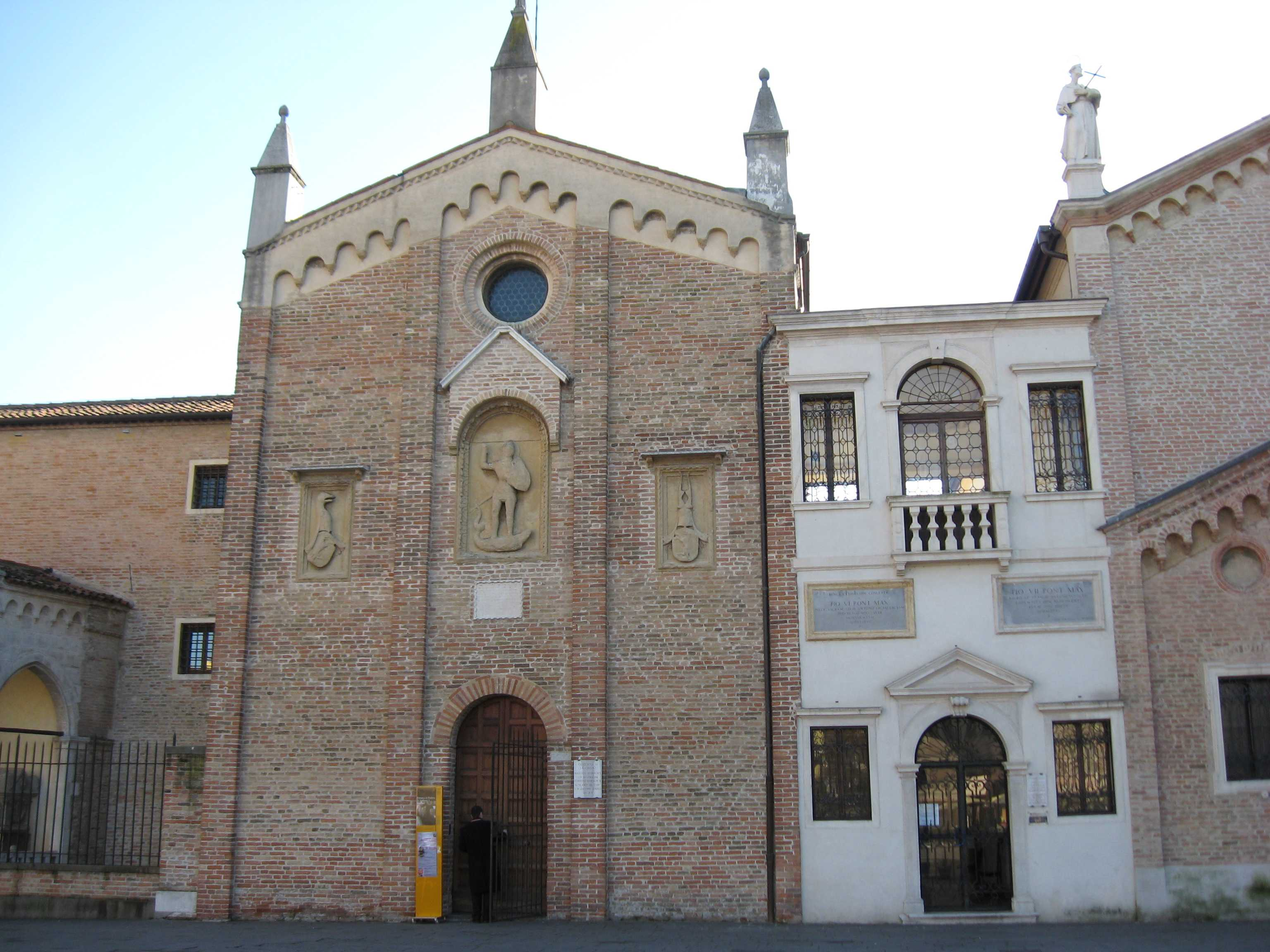
Oratorio di San Giorgio

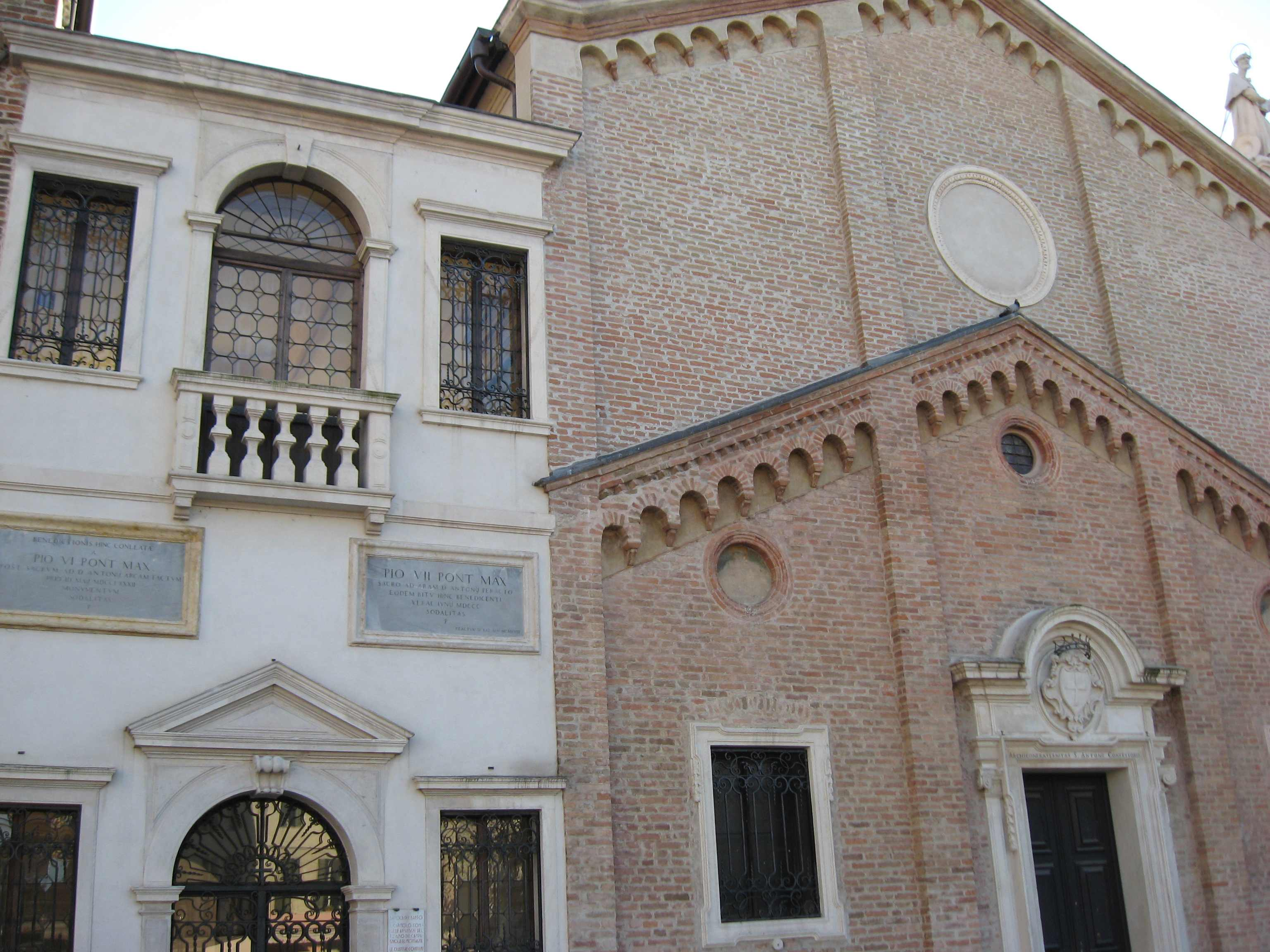
Scoletta del Santo

- Basilica di Sant'Antonio, detta anche il Santo dai padovani.
- Oratorio di San Giorgio[2]: adiacente alla più nota Basilica antoniana, è la cappella funebre di famiglia[3] istituita per volontà del condottiero "carrarese" Raimondino Lupi di Soragna. La costruzione iniziò nel 1377, terminò nel 1384. È insigne soprattutto per la presenza di un ciclo di affreschi attribuito ad Altichiero[4] la cui importanza storico-artistica è paragonabile soltanto ai celeberrimi giotteschi degli Scrovegni.
- Scoletta del Santo[5]: ospita l'Arciconfraternita di Sant'Antonio. Risale al 1427, ma ha subito importanti modifiche nel 1504. È insigne per le opere dei seguenti artisti: Antonio Bonazza, Giovanni Gloria, Francesco Vecellio, Tiziano, Girolamo del Santo, Filippo da Verona, Bartolomeo Montagna, Giovanni Antonio Corona, Andrea Briosco, e parecchi altri.
- Scoletta del Redentore.
- Abbazia di Santa Giustina.
- Basilica e Scoletta del Carmine.
- Santuario della Madonna Pellegrina.
- Santuario di San Leopoldo Mandic, che accoglie ogni anno migliaia di fedeli dal Triveneto e dalla ex Jugoslavia.

### Chiese parrocchiali, oratorii e cappelle

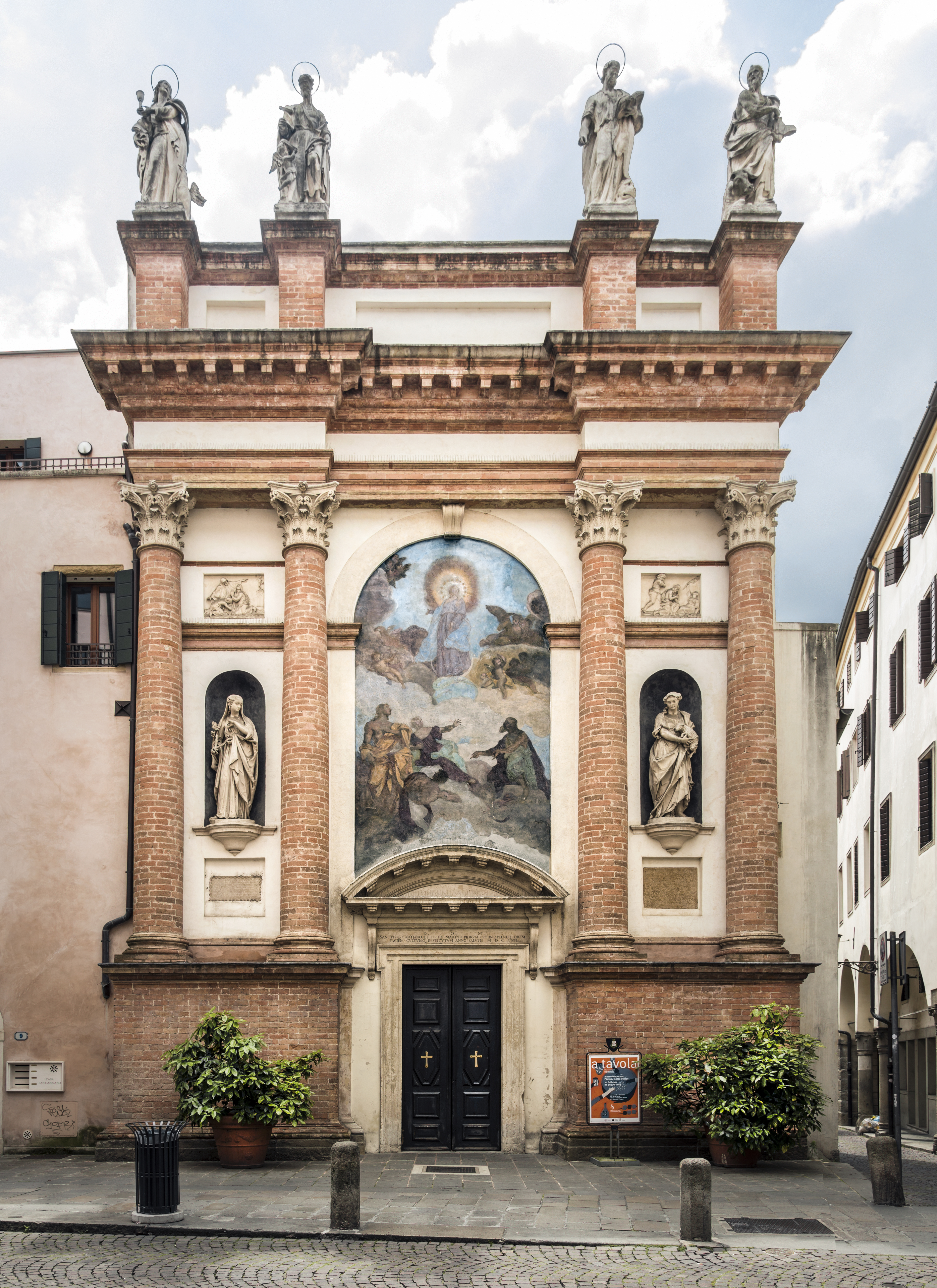
Chiesa di S. Canziano

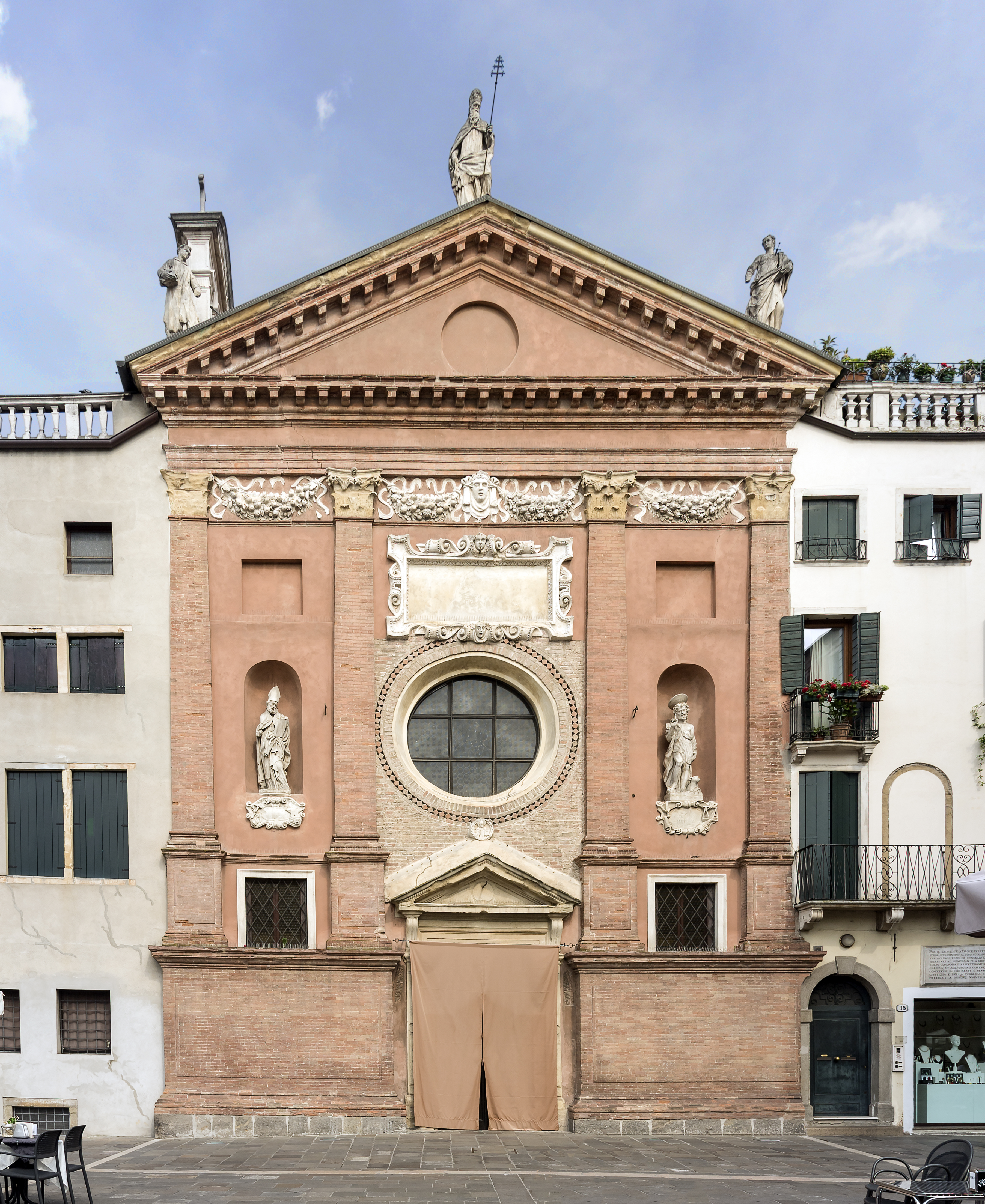
Chiesa di S. Clemente

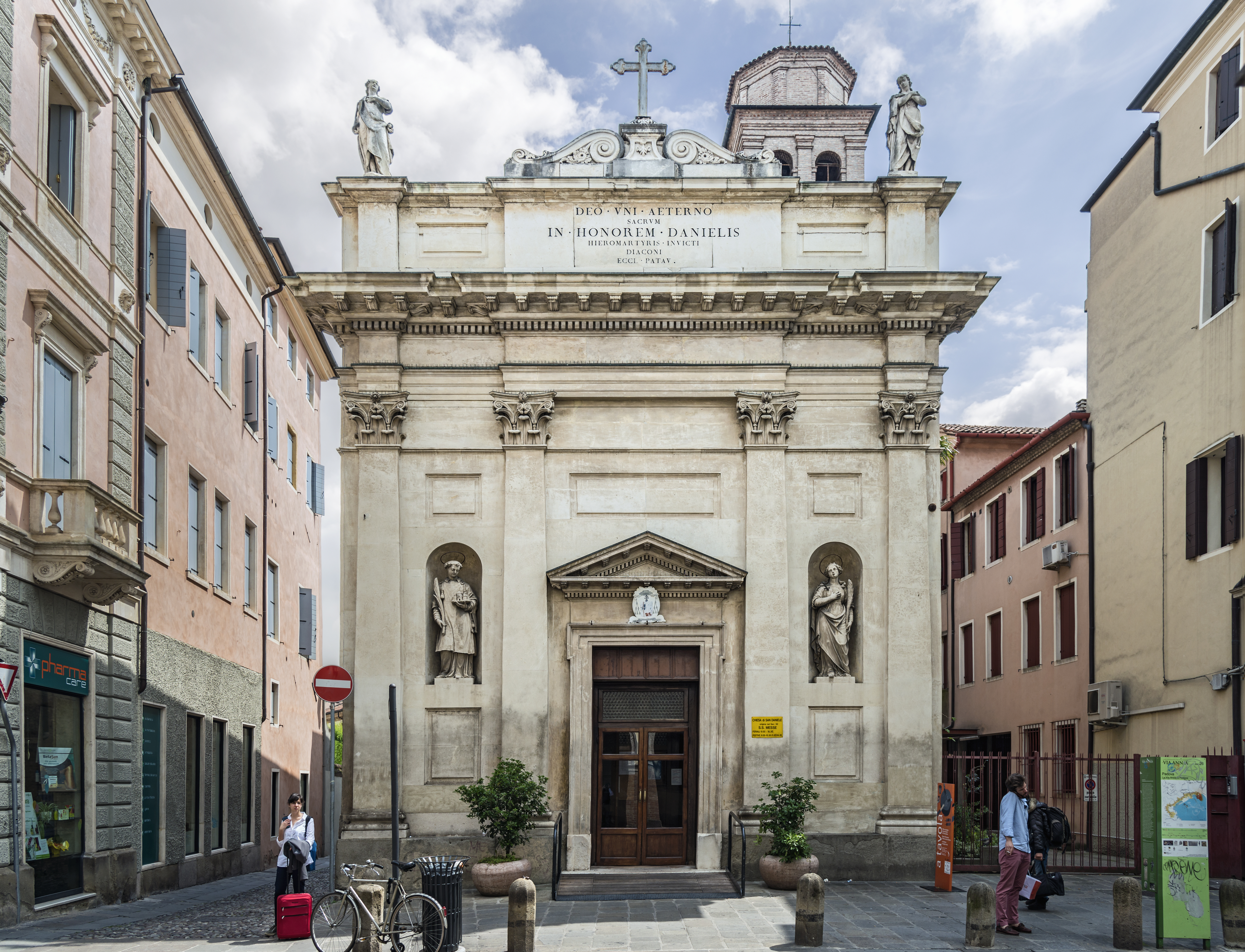
Chiesa di S. Daniele

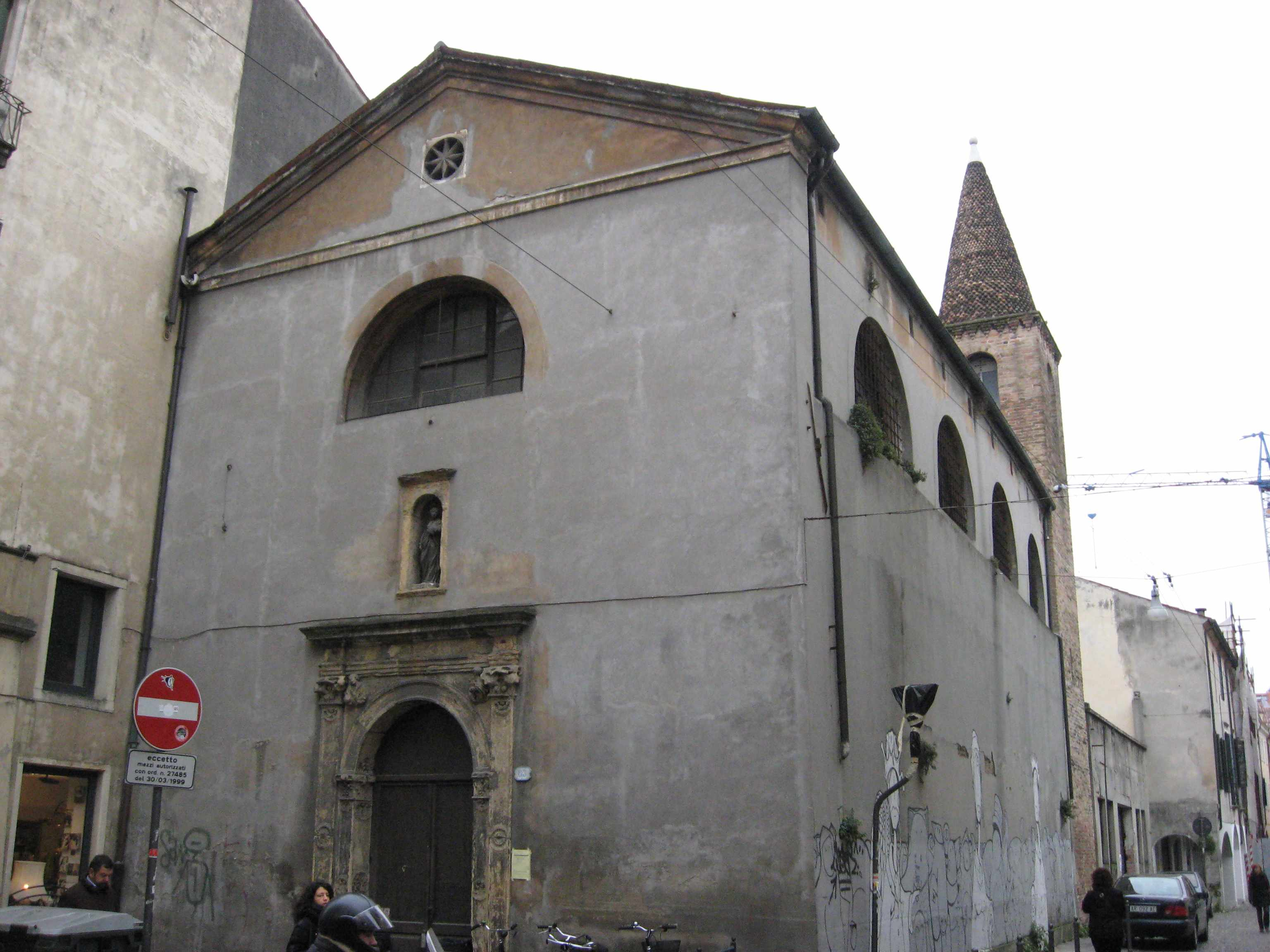
Chiesa di S. Agnese

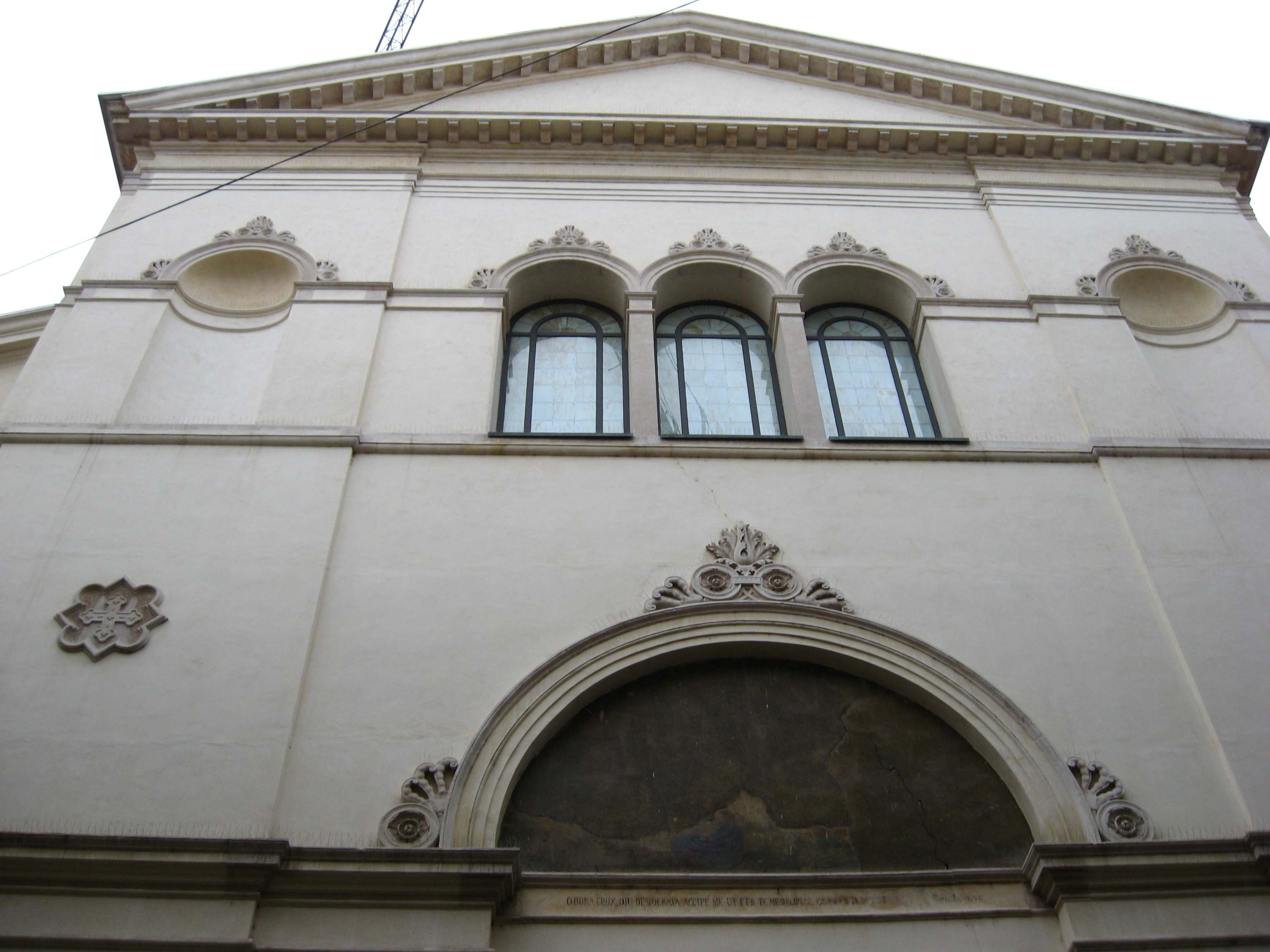
Chiesa di S. Andrea

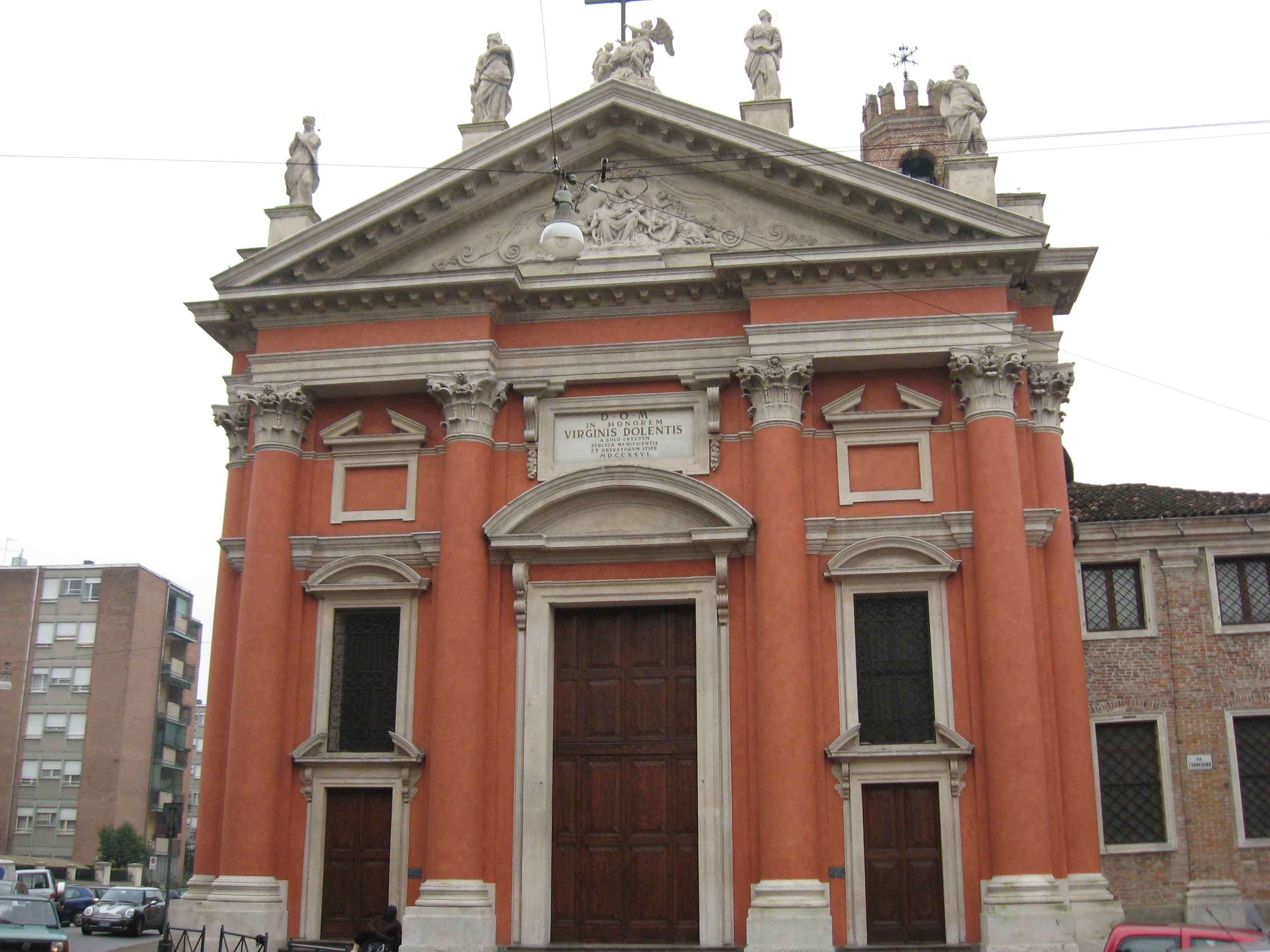
Chiesa di S.M. del Torresino

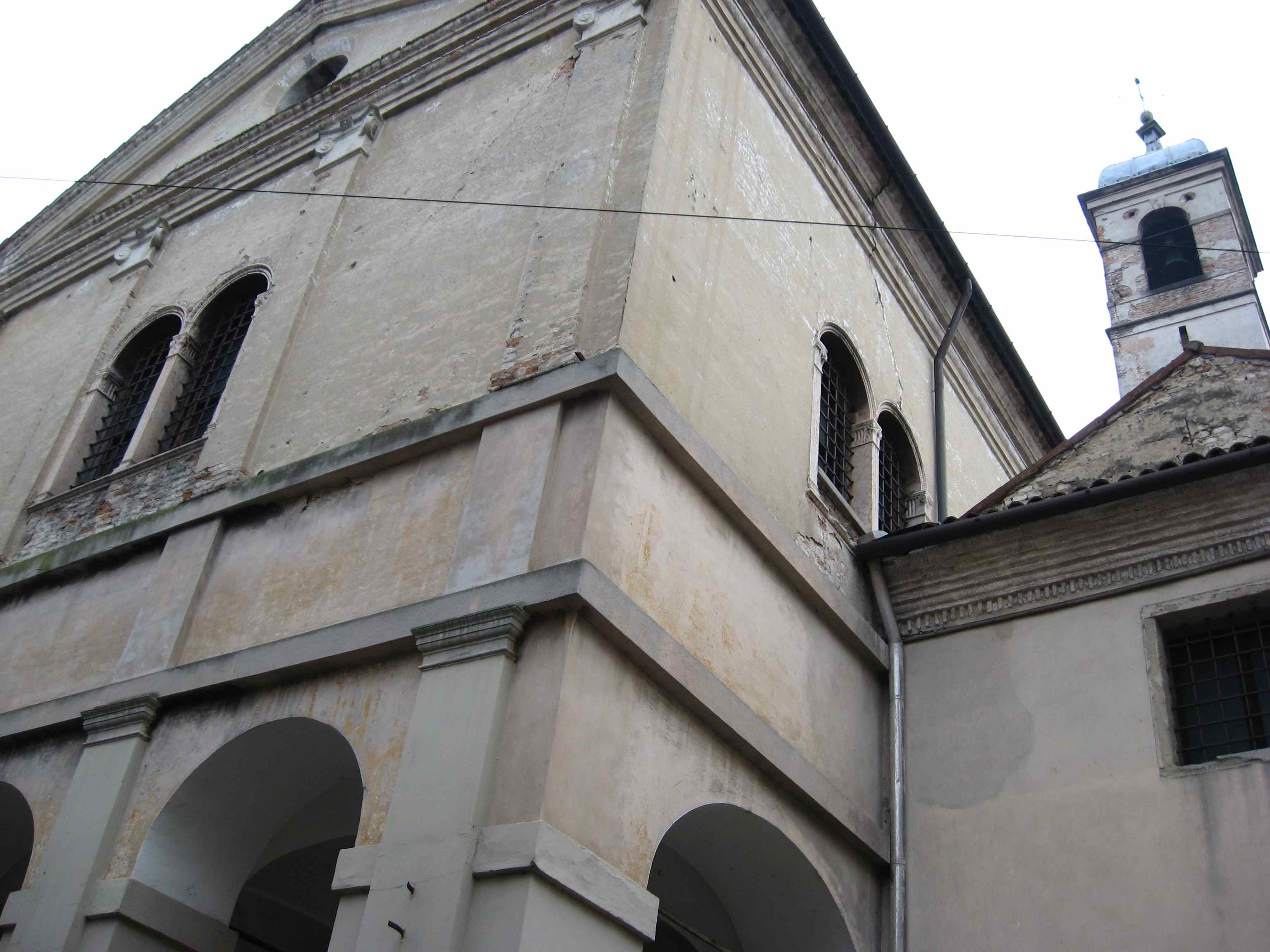
Chiesa di S. Pietro

Chiesa di S. Tommaso

S. Tommaso, particolare dell'affresco esterno

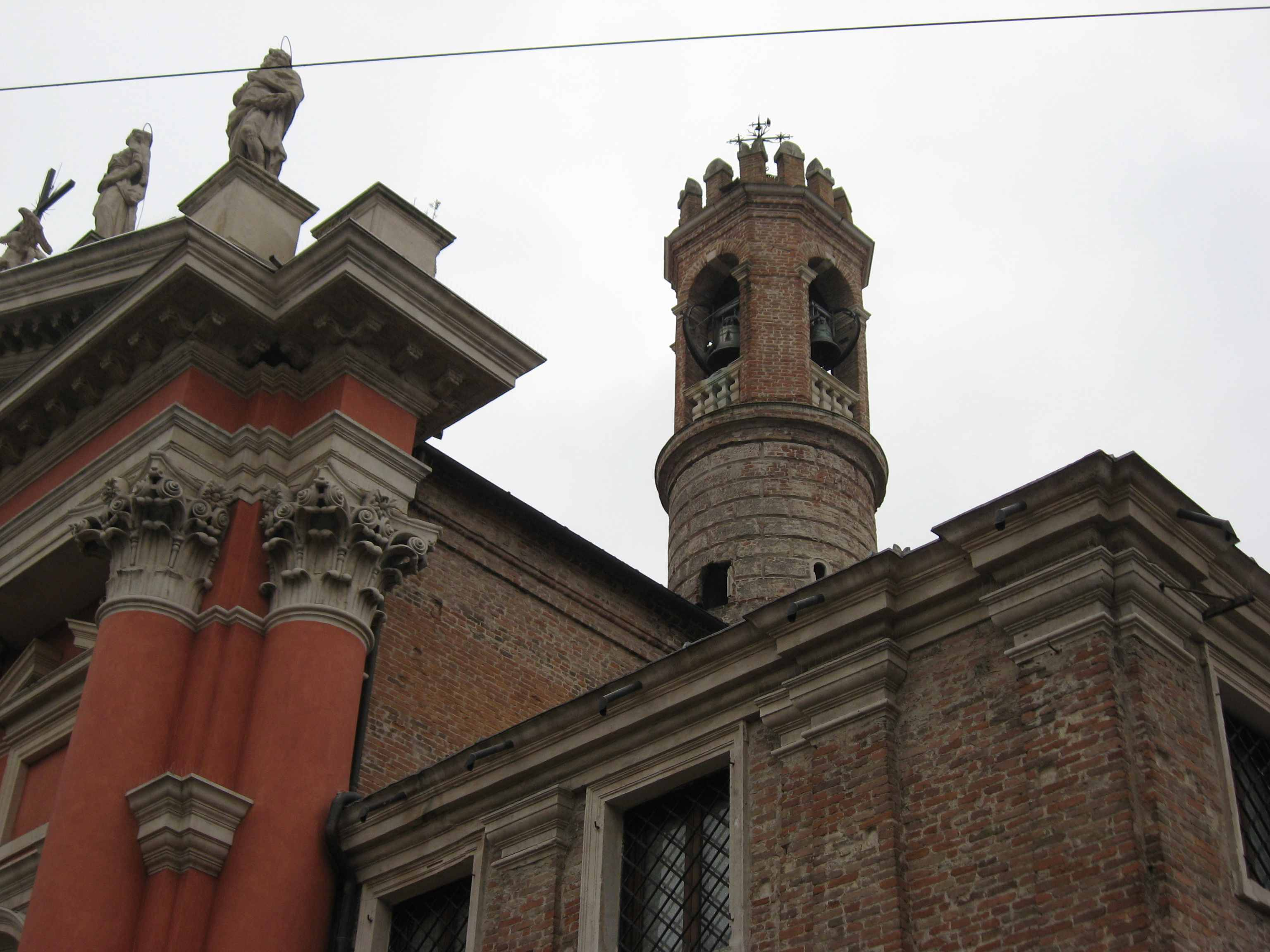
Il caratteristico campanile del Torresino

- Basilica Cattedrale di Santa Maria Assunta, Duomo della città.
- Cappella degli Scrovegni, uno dei più famosi monumenti cittadini.

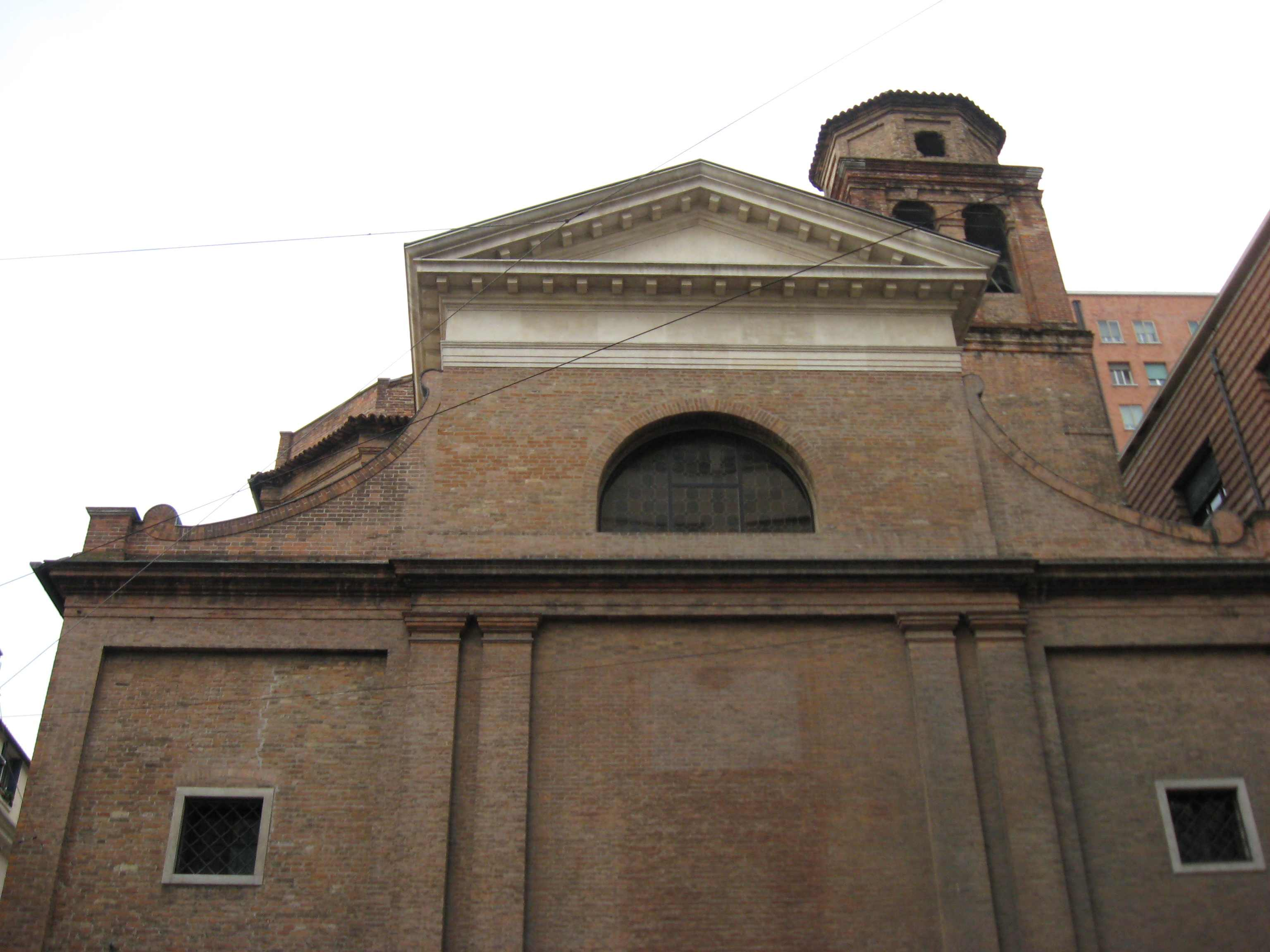
La chiesa del Corpus Domini (S. Lucia vulgo), ripresa esterna dietro l'abside.

- Chiesa di Santa Lucia, chiamata dell'adorazione perpetua[6]: ne è documentata l'esistenza già nel X secolo. Come spesso si verifica, la facciata è stata intensamente rivista nel Settecento, per mano di Girolamo Frigimelica e Sante Benato. Vi si ammirano capolavori di: Giovanni Bonazza, Giacomo Ceruti, Giambattista Tiepolo, Domenico Campagnola, Sassoferrato, Antonio De Pieri, Padovanino.

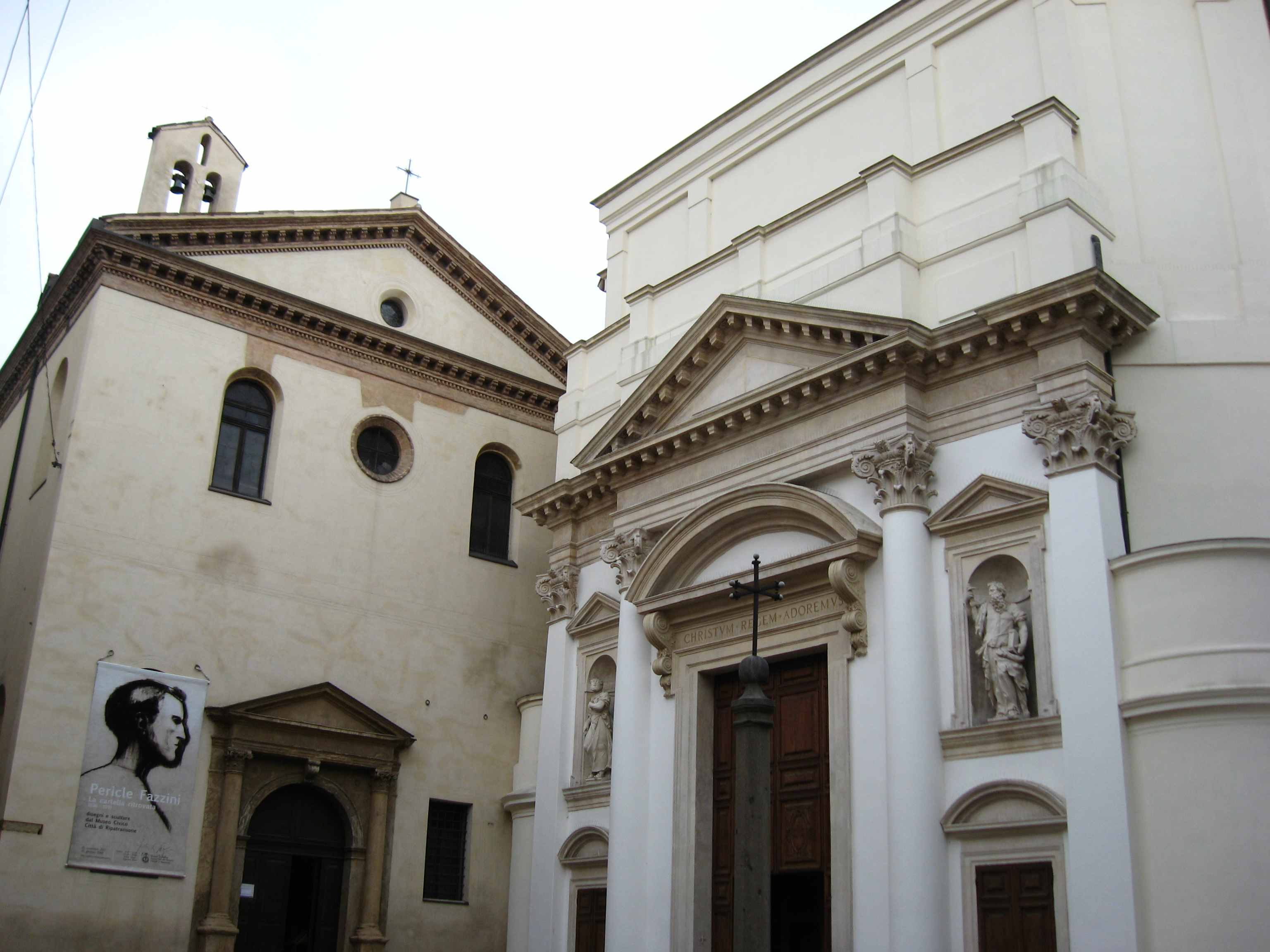
L'oratorio di S. Rocco (a sinistra) ed il portale di S. Lucia-Corpus Domini (a destra)

- Oratorio di San Rocco: edificio cinquecentesco, sorge in aderenza alla chiesa di Santa Lucia, in prossimità dell'omonima via (centralissima). Originariamente era associato alla confraternita di quel santo. Oggetto di svariati restauri[7], è abbellito da un ciclo di affreschi[8] che illustrano la vita di San Rocco[9]. Da moltissimo tempo ha in realtà cessato di essere un luogo di culto officiato, ed è invece impiegato come spazio espositivo per mostre d'arte, normalmente con il patrocinio del comune[10].
- Chiesa di San Canziano: di fronte a Palazzo della Ragione (lato Ghetto), bella chiesetta risalente all'XI secolo, ma ampiamente rifatta nel 1617. Opere di: Ludovico di Vernansal, Antonio Bonazza, Padovanino, Andrea Briosco, Pietro Damini, Giovambattista Bissoni.
- Chiesa di San Clemente: è una delle prime chiese di Padova; fu sede di fraglie di commercianti. La facciata è stata rimaneggiata in tempi relativamente tardi (1599). Vanta opere di Jacopo Bellini, Pietro Damini, Francesco Zanella, Giovanni Battista Rossi, Luca Ferrari, Giulio Cirello.
- Chiesa di San Daniele: a pochi passi dal celeberrimo Prato, questo grazioso e raccolto edificio del 1706 prospetta su di un quattrocentesco palazzo che si dice essere la casa natale di Angelo Beolco, detto il Ruzzante (1496-1542)[11]. La chiesa in questione conserva dipinti e statue sei-settecenteschi.
- Chiesa di Santa Sofia: la chiesa della Santa Sapienza è una delle più antiche di Padova, e fu costruita tra il 1106 ed il 1127 su una precedente chiesa paleocristiana, a sua volta edificata sopra un antico tempio pagano, mentre il tetto è del XIV secolo; contiene opere fino al XV secolo, tra cui la Vergine col Cristo morto dello scultore Egidio da Wiener Neustadt, e conteneva anche la perduta prima pala d'altare del Mantegna; la cripta, incompiuta, ricalca quella della Basilica di San Marco a Venezia[12].
- Chiesa di San Francesco Grande: risale al 1416, ma non fu completata prima del secolo XVI, e vide, forse, all'opera anche Lorenzo da Bologna. Strutturalmente si compone di tre navate, e contiene pezzi di Paolo Veronese, Pietro Damini, Girolamo del Santo, Luca Ferrari, Bartolomeo Bellano, Andrea Briosco e molti altri artisti. È situata in prossimità dell'ex ospedale di San Francesco, immobile che dovrebbe ospitare il Museo di Storia della Medicina[13].
- Chiesa di San Gaetano
- Chiesa di San Massimo e di Sant'Osvaldo: sorge nella zona del Portello, una delle più tipiche della città euganea. Trae le sue origini dal Duecento, benché abbia subito numerosi rimaneggiamenti in epoche più vicine. La facciata è del XVIII secolo. Oltre a vari reperti archeologici (romani e paleoveneti), vanta tre dipinti di Giambattista Tiepolo. Vi riposano le spoglie del sommo medico Giambattista Morgagni (1682-1771) e del grande scienziato Domenico Guglielmini.
- (ex) Chiesa di Sant'Agnese: all'incrocio con la centralissima via Dante, in stato piuttosto esecrando, ora abbandonata, si può ancora vedere l'antica (campanile del XIII secolo, di chiaro stile romanico) chiesetta, con portale rinascimentale e statua della santa opera di Zuan Padovano.
- Chiesa di Sant'Antonino[14]: sorge nel luogo ("cella") in cui venne posto il corpo del Santo alla sua morte (1231). Al tempo, la sepoltura in questione faceva parte di un monastero di Clarisse, devastato da un incendio nel 1509. L'attuale tempio è il risultato di svariati interventi architettonici (1840, 1886 e 1931), ma contiene tuttora l'arca di Sant'Antonio.

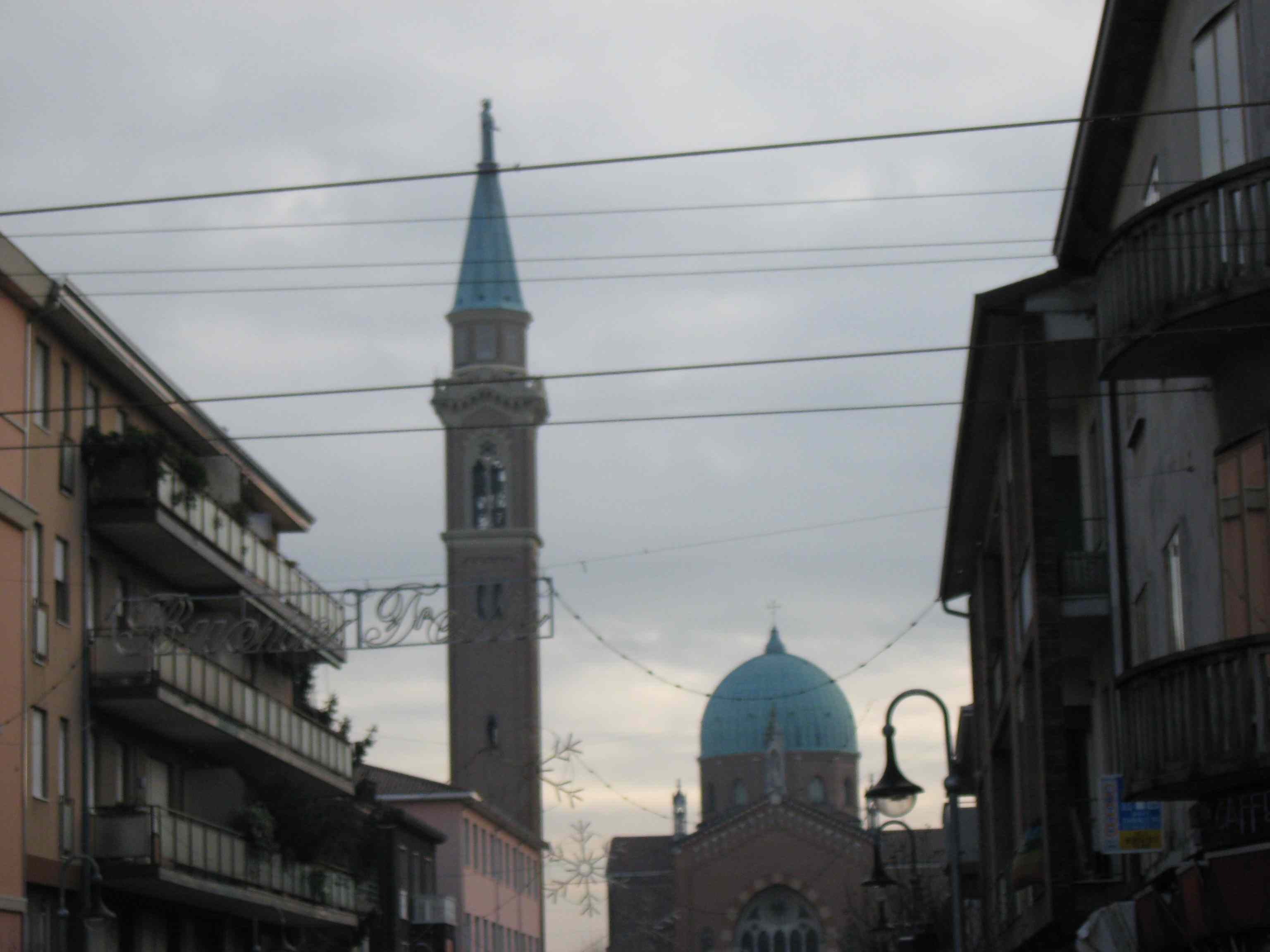
Santuario Antoniano dell'Arcella, vulgo S. Antonino (campo lungo)
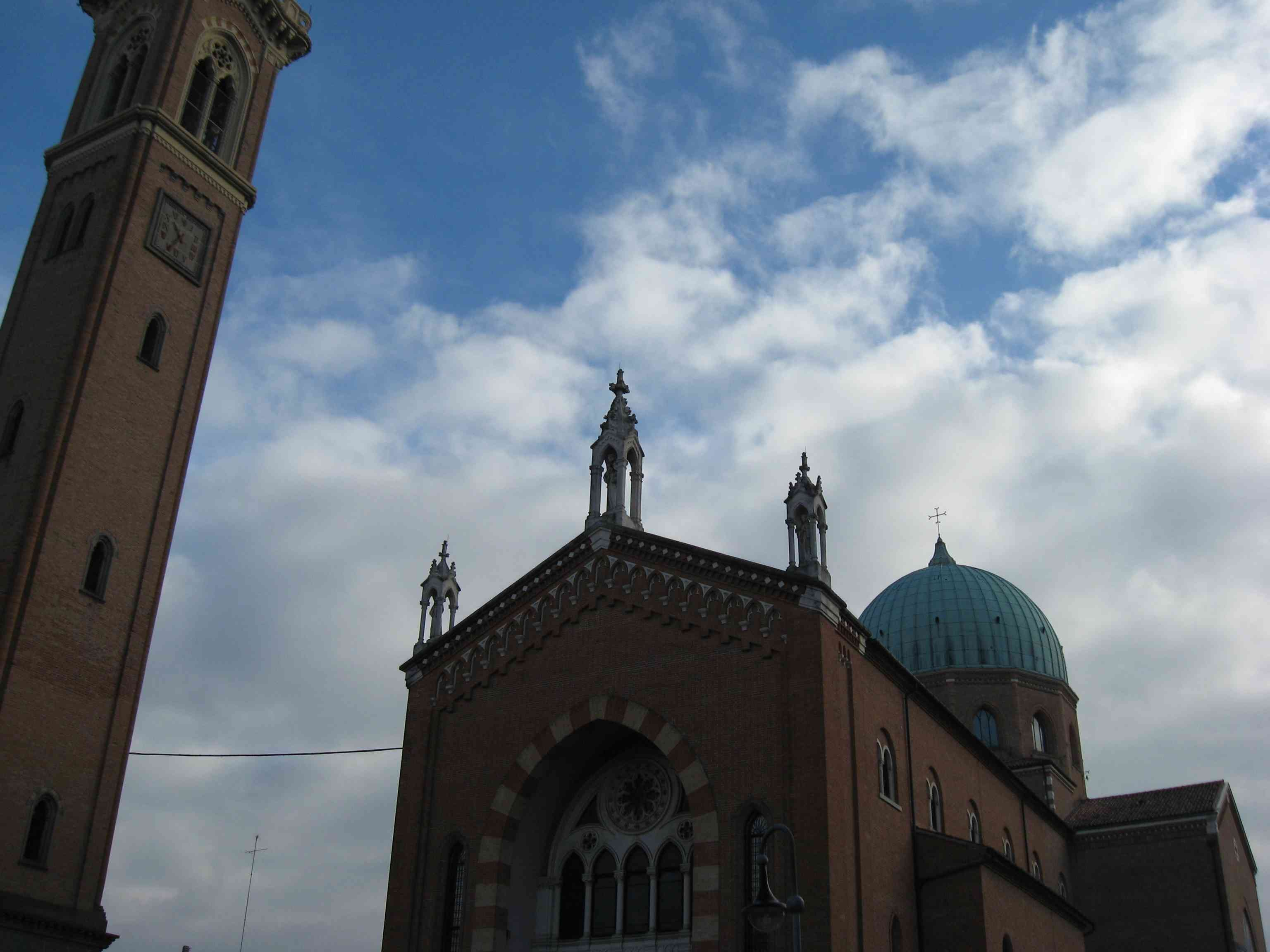
Veduta di tre quarti
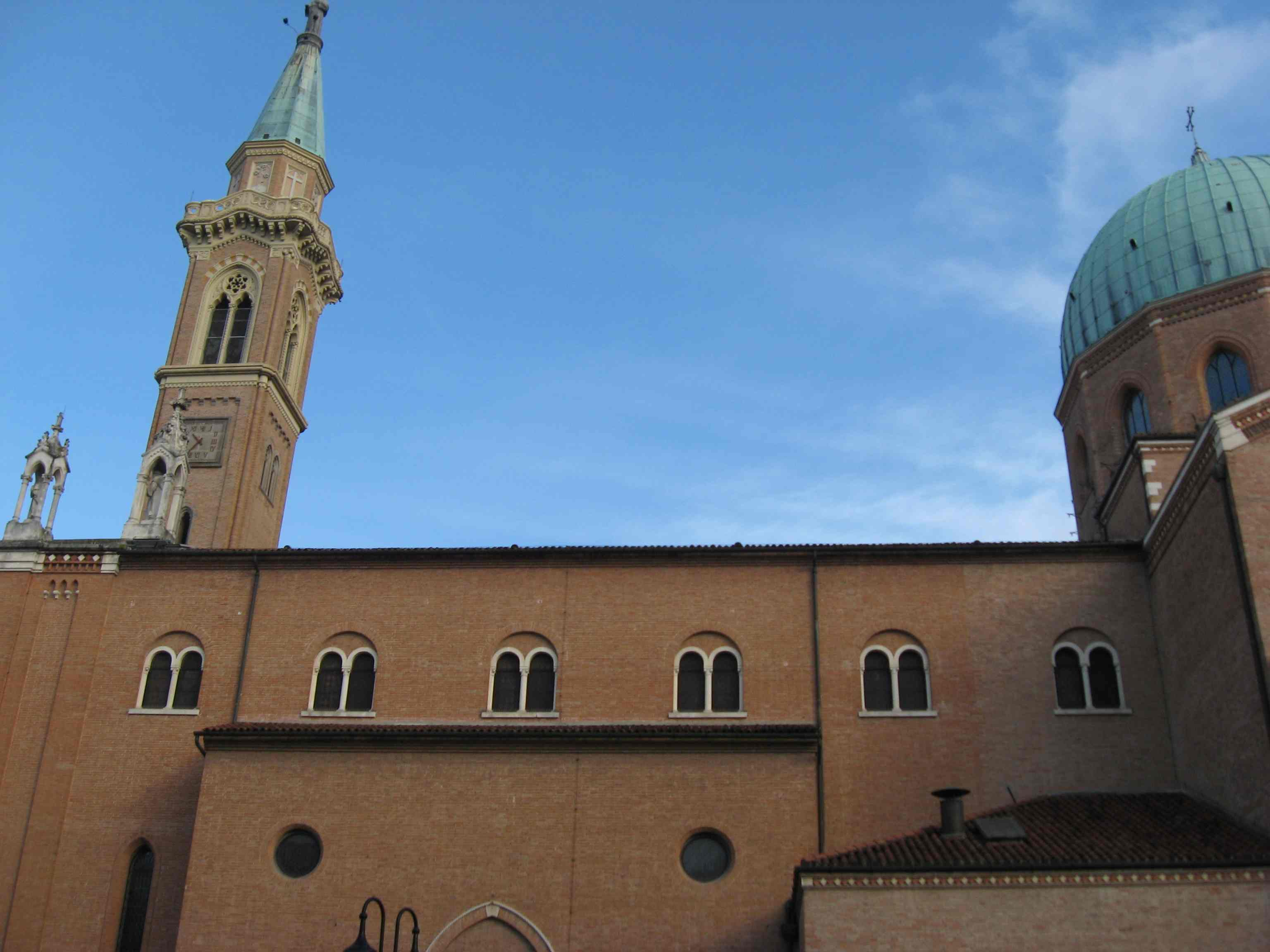
Veduta da est
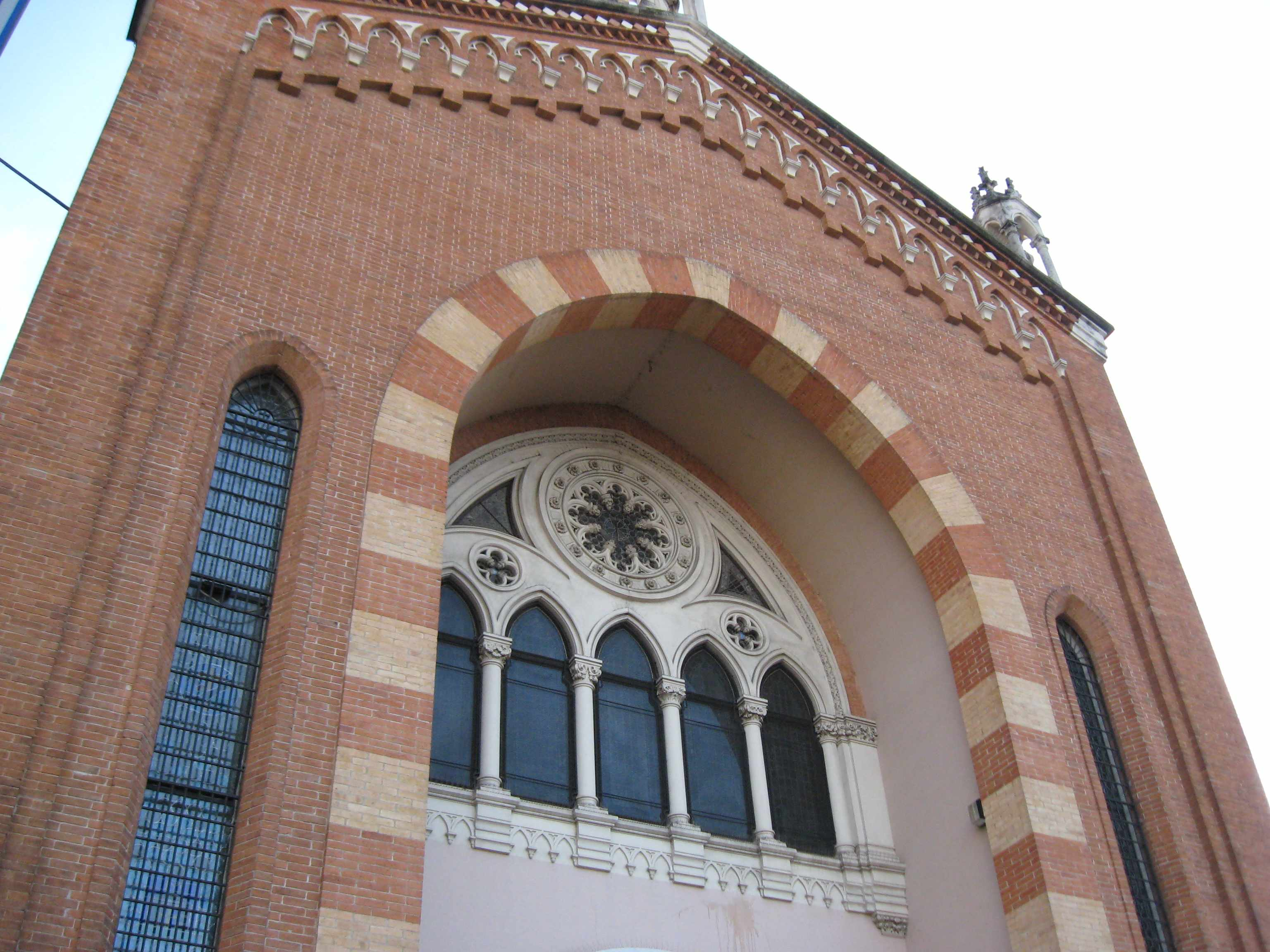
Portale

- Chiesa di Ognissanti: nominata già nel 1147, è tuttavia stata ricostruita integralmente (ad eccezione dell'abside e del campanile romanico) nel 1509 da Vincenzo Scamozzi.
- Chiesa di San Luca: si trova in prossimità di via Roma, sul prolungamento del Listòn che conduce al Prato. Anticamente sede della fraglia dei pittori, è stata tuttavia radicalmente rimaneggiata nel 1815.
- Chiesa di San Michele di Pozzoveggiani[15]: antichissima chiesetta romanica (è a sua volta il rimaneggiamento di un corpo di fabbrica addirittura del VI-VII secolo), costeggia la già rammentata via Annia. L'attuale edificio risale al XII secolo, con struttura che riprendeva le basiliche a tre navate. A partire dal XVI secolo, previa soppressione delle navate laterali, fu trasformato in oratorio. Sul piano storico-architettonico, rappresenta un'interessante sintesi tra i caratteri tipici dello stile lagunare e quelli che connotavano la civiltà carolingia-ottoniana. Sotto questo profilo può essere accostata alla basilica di Aquileia. Particolarmente notevole il Cristo Pantocratore nell'abside.
- Chiesa di Sant'Andrea Apostolo: originariamente risalente al XIII secolo, fu ampiamente rimaneggiata nel 1641 e poi ancora nel 1875. Di fronte ad essa si può ammirare la cosiddetta gatta di S. Andrea, di cui abbiamo già detto nella sezione Tradizioni, leggende e cultura popolare[16].
- Chiesa di Santa Maria del Torresino: capolavoro barocco seicentesco di Girolamo Frigimelica, vanta pezzi di Tommaso Bonazza, Antonio Bonazza, Giovanni Bonazza, Carlo Scarpa.
- Oratorio di San Michele[17]: edificato sulle rovine di una chiesa antichissima (970), era originariamente decorato da molteplici affreschi - di Jacopo da Verona, 1397 - di cui è conservata nella primitiva collocazione soltanto un'Epifania, peraltro notevole anche sul piano storico, giacché (secondo un uso assai diffuso nella pratica della committenza cortese) vi sono raffigurati, tra i personaggi della sacra rappresentazione pittorica, diversi principi Da Carrara. Altre pitture sono state rimosse da quelle pareti, e si ammirano al Museo Civico (vedasi infra). Nella sagrestia, è degna di nota, quanto meno, una Madonna che si vuole opera di Giovanni da Bologna.
- Chiesa di San Pietro: antichissima chiesa patavina (originariamente del IX secolo), si sospetta che sia stata edificata sui resti di un palazzo pubblico romano. Nel Settecento è stata aggiunta l'attuale facciata, protetta da un portico a tre fornici. All'interno custodisce opere di vari artisti, tra cui rammenteremo almeno Marco da Firenze, Andrea da Firenze, Palma il Giovane.
- Chiesa di San Tomaso[18](o dei Filippini): eseguita su disegno di Gaspare Colombina nel XVII secolo, vanta opere d'arte di Antonio Callido, Francesco Maffei, Luca Ferrari, Antonio Bonazza e Antonio Vivarini.

## Piazze
- Prato della Valle, detto anche il Prato dai padovani.
- Piazza del Santo, davanti alla facciata dell'omonima Basilica, su cui si affacciano anche l'oratorio di San Giorgio e la Scoletta del Santo.
- Piazza delle Erbe e Piazza dei Frutti, una al lato sud ed una al lato nord del Salone, sedi nei giorni feriali del mercato ortofrutticolo, e durante l'Avvento e le Festività Natalizie anche del mercatino natalizio.
- Piazza dei Signori, su cui danno il Palazzo del Capitanio (vedi sotto) e la Loggia della Gran Guardia.
- Piazza Capitaniato, alle spalle dell'anzidetto Palazzo del Capitanio
- Piazza Duomo, di fronte alla Cattedrale dell'Assunzione.
- Piazza dell'Insurrezione 28 aprile 1945, già Piazza Spalato, aperta in stile razionalista negli anni '30 del XX secolo entro il vecchio quartiere medievale di Santa Lucia.
- Largo Europa, aperto negli anni '60 del XX secolo, con il grattacielo che fino agli anni 2000 era il più alto della città.

## Riviere
Padova comprende due sistemi di Riviere, strade che costeggiano o costeggiavano i canali cittadini, entrambi in direzione nord-sud:
- Riviera dei Ponti Romani - Riviera Tito Livio - Riviera Ruzzante: le prime due corrono oggi lungo il tratto interrato del Naviglio Interno, da Largo Europa (vedi sopra) alla Questura, e sono percorse dal tram; l'ultima prosegue verso la Basilica del Santo ed il Prato costeggiando il Canale di Santa Chiara; Riviera dei Ponti Romani deve il nome ai ponti di origine romana presenti su quel tratto di canale, oggi anch'essi coperti dal moderno manto stradale, dei quali è visibile (grazie ad un sottopassaggio) solo il Ponte San Lorenzo, posto tra il Palazzo del Bò (vedi sotto) e la Prefettura.
- Riviera San Benedetto - Riviera Paleocapa e la dirimpetta Riviera Mussato: corrono lungo il primo tratto cittadino del Piovego, da Porta Molino (lungo le antiche mura interne duecentesche, con il Ponte Molino di antica origine romana) alla Barriera Saracinesca (breccia nelle mura veneziane cinquecentesche), tratto elegantemente alberato da tigli su entrambe le sponde ed in gran parte corredato di una passeggiata turistica lungo il canale; vi si affaccia la chiesa di San Benedetto, e sono vicine quella di San Pietro e quella di San Tomaso; sono inoltre qui presenti i consolati dell'Uruguay e della Corea del Sud; all'altezza di Riviera Paleocapa si possono vedere, sulla sponda opposta, il Castello e la Specola (vedi sotto).

## Palazzi
- Palazzo della Ragione, detto anche Salone dai padovani.
- Palazzo del Capitanio: antica sede del rettore della città, sorge sui resti della reggia carrarese. Reca un arco trionfale, opera del Falconetto (1532), che a sua volta incastona il celebre orologio[19] che si affaccia su Piazza dei Signori: un simbolo della città.
- Palazzo Romanin-Jacur: palazzo trecentesco gotico-veneziano, definito "La Ca' d'Oro" di Padova, sorge in via S. Francesco 9.
- Palazzo Capodilista: al civico 82 di via Umberto I troviamo il palazzo in questione, del XIII secolo. È tuttora dotato di merlature medievali, e torre.

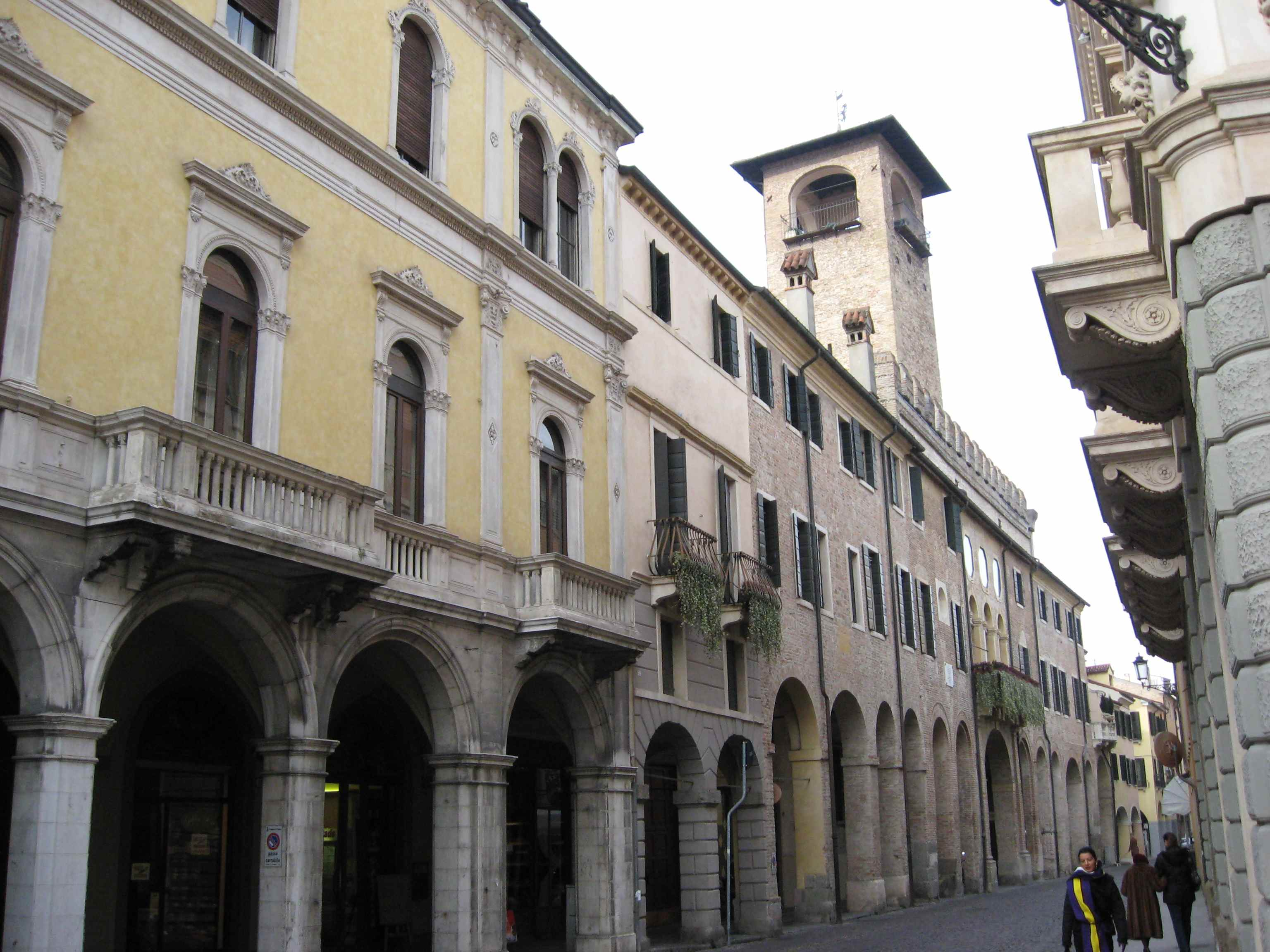
Palazzo Emo-Capodilista: 1. dalla chiesa di S. Daniele
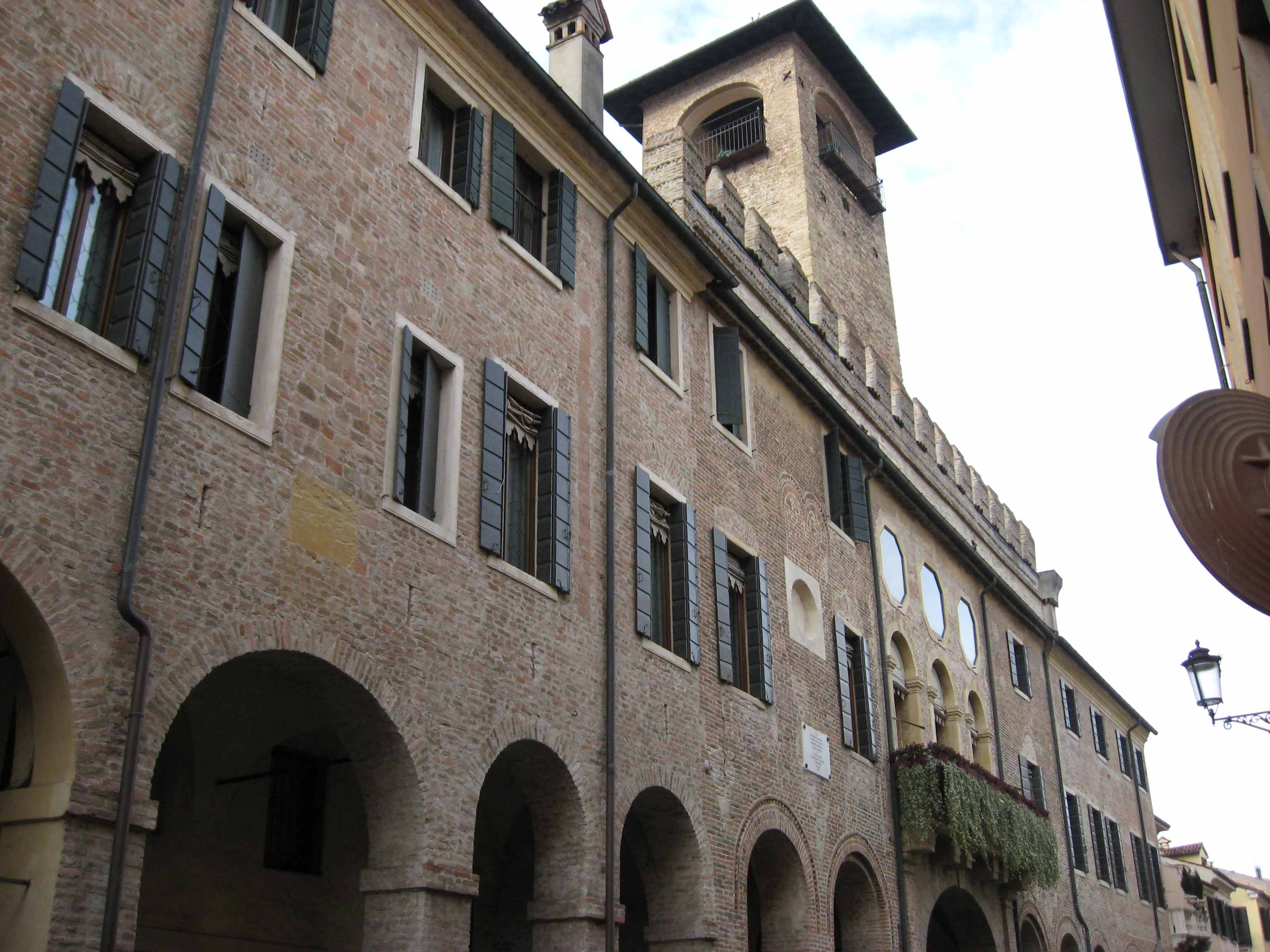
2. veduta più ravvicinata (tornando verso il centro della città)
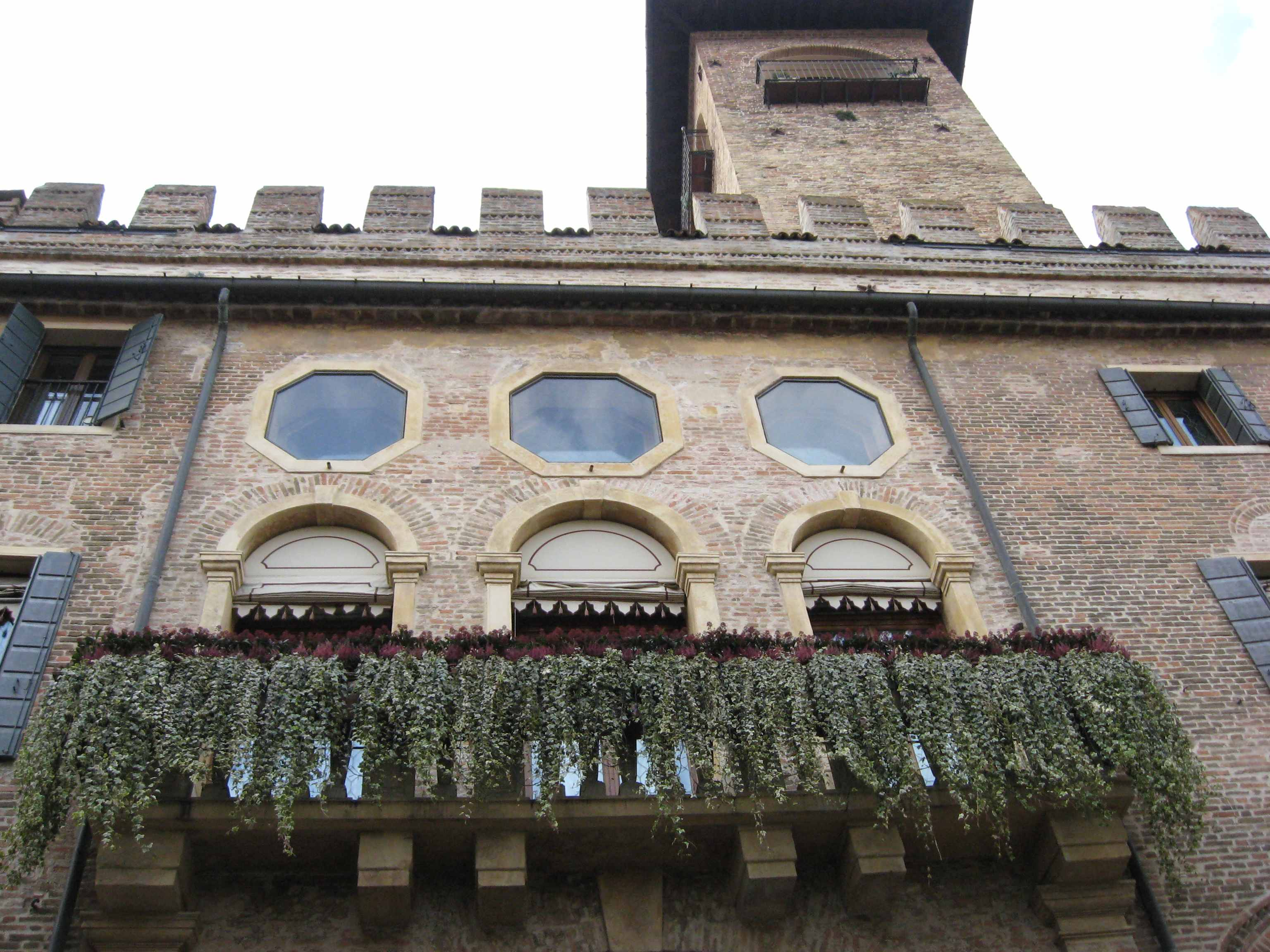
3. veduta dal piano campagna frontale
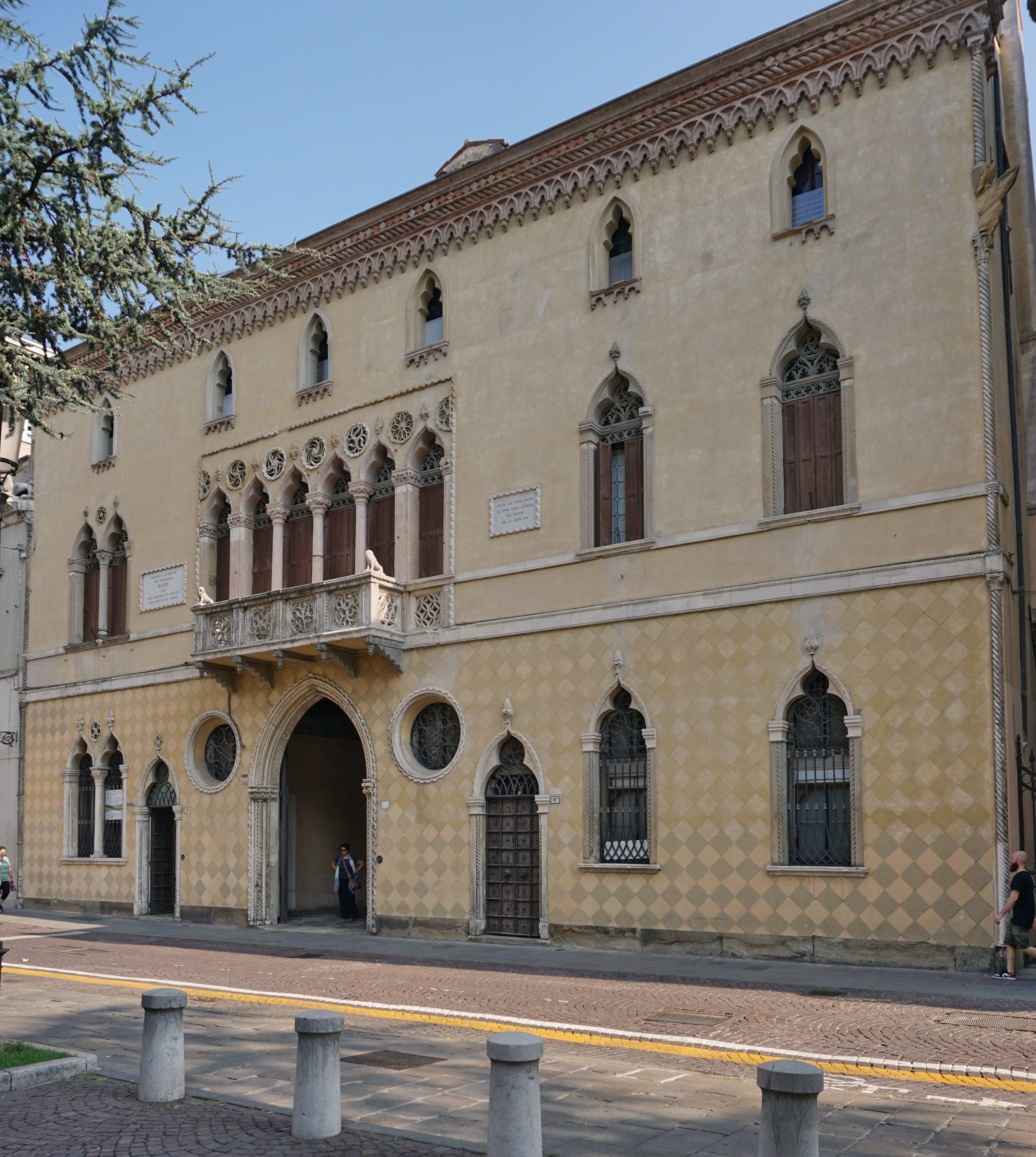
Palazzo Romanin-Jacur
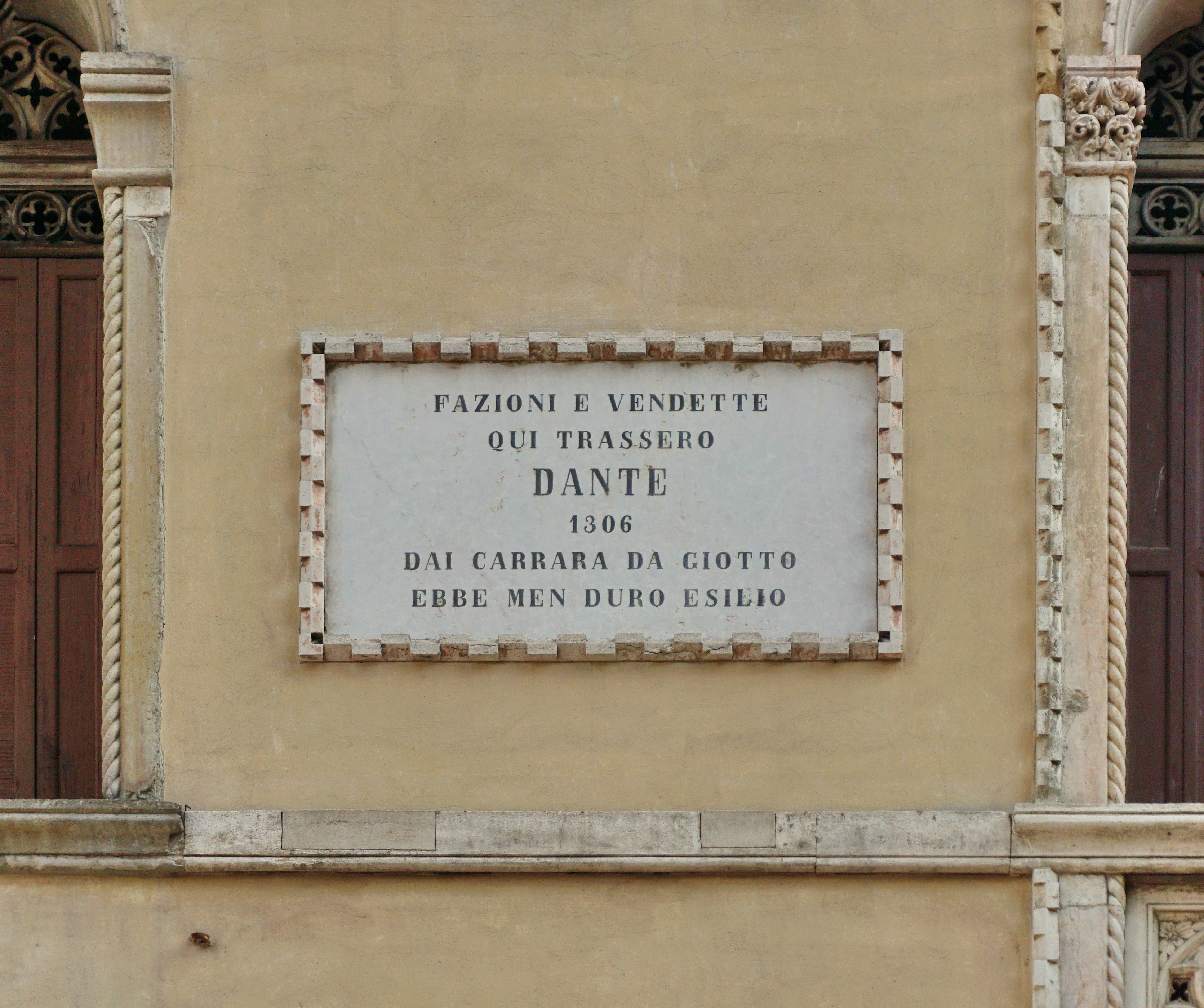
Palazzo Romanin-Jacur, lapide commemorativa per Dante

- Palazzo Olzignani: si trova in via Umberto I, ossia in quello che abbiamo già ricordato quale ideale prolungamento del Listòn (verso Prato della Valle). Opera di Pietro Lombardo (1466), è stata oggetto di intensa ristrutturazione nel periodo 1900-1922.
- Palazzo Scarpari: si trova in via VIII Febbraio di fronte all'Università (Palazzo del Bo). Opera di Moretti e Scarpari i lavori iniziarono nel 1927. Il palazzo si raccorda con il palazzo comunale (ricostruito nel 500 su progetto di Andrea Moroni) e con il palazzo degli Anziani del '200. Il palazzo, che ospita uffici del comune, è un edificio dedicato ai caduti della Grande Guerra. Esso ha una monumentale facciata al cui centro, sopra il grande arco, si legge l'iscrizione con il bollettino della vittoria firmato Diaz.
- Palazzo del Bo: sede storica dell'Università di Padova, ne ospita oggi solamente la sede centrale e di rappresentanza (compresi il Rettorato e lo "shop" interno) e la Facoltà di Giurisprudenza; nel palazzo hanno sede il Cortile Interno, decorato con gli stemmi dei nobili che frequentarono l'Università, il teatro anatomico, primo stabile al mondo, e l'Aula Magna.
- Net Center[20], il grattacielo più alto della città.
- Palazzo Trieste: palazzo neoclassico di cui rimane soltanto la facciata, sorge davanti a Ponte San Lorenzo.
- Palazzo Sacerdoti in Prato della Valle uno degli edifici più caratteristici della città, fu progettato nel 1922 dall’ingegnere Augusto Berlese (1884-1941) in uno stile che risente di suggestioni di vario tipo (liberty, romanico, bizantino).

## Mura
Padova presenta, nel corso dei secoli, numerose fortificazioni, delle quali la parte più imponente (circa 10 km conservati sui 12 km originali) è quella relativa alle mura veneziane edificate nel XVI secolo.

### Specola e Castello
A diritto parte integrante delle fortificazioni cittadine sono la Torre della Specola (detta semplicemente Specola), torre di difesa del IX secolo modificata come osservatorio astronomico negli anni '70 del XVIII secolo; e l'adiacente Castello, costruito da Ezzelino da Romano ed ampiamente usato dai signori cittadini dei Carraresi, sede di guarnigione durante la Repubblica di Venezia e trasformato in carcere dagli Austriaci nei primi anni del XIX secolo, oggi in parte sede della Facoltà di Astronomia dell'Università di Padova ed in parte in fase di profondo restauro.

## Altri monumenti
- Arena romana: resti dell'anfiteatro di età imperiale (60-70), che nel medioevo era stato trasformato in fortezza, poi divenuto sede del Palazzo Scrovegni (oggi demolito) e dell'adiacente Cappella degli Scrovegni, e che dal 1902 è uno dei principali giardini pubblici. Testimonianza dell'età romana è anche il Sito archeologico di Palazzo Maldura.

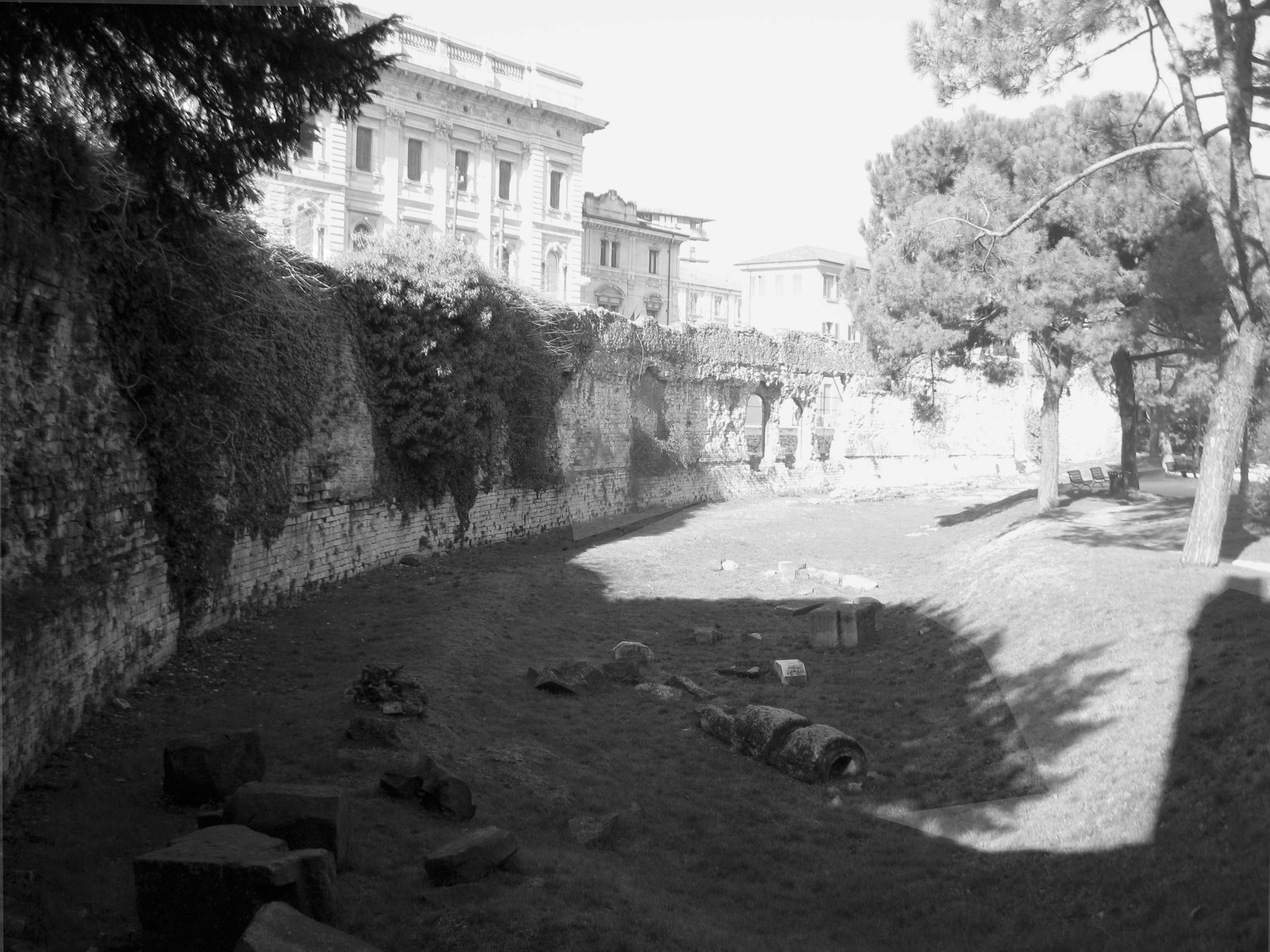
Giardini dell'Arena e rovine romane

- Ex-macello di largo Meneghetti: progettato (1818-1825) da Giuseppe Jappelli (l'architetto del più celebre Caffè Pedrocchi), oggi adibito ad istituto d'arte, ha l'aspetto (invero piuttosto greve) di una sorta di tempio dorico, ed è munito di un ampio porticato interno.